# كيفن ماكي
كيفن ماكي (بالإنجليزية: Kevin McKee)‏ هو لاعب هوكي الجليد أمريكي، ولد في 11 فبراير 1990 في دافنبورت في الولايات المتحدة.

## روابط خارجية
- كيفن ماكي على موقع Paralympic.org (الإنجليزية)
- كيفن ماكي على موقع اللجنة الأولمبية والبارالمبية الأمريكية (الإنجليزية)